# Stenodyneriellus laevis
Stenodyneriellus laevis är en stekelart som beskrevs av Giordani Soika 1995. Stenodyneriellus laevis ingår i släktet Stenodyneriellus och familjen Eumenidae. Inga underarter finns listade i Catalogue of Life.